# Grütz
Grütz [gʁyːt͡s] ist ein Ortsteil der Kreisstadt Rathenow im Landkreis Havelland in Brandenburg.

## Nachbarorte
- Stadt Rathenow
- Göttlin, Ortsteil der Stadt Rathenow

## Geografie
Grütz liegt ca. 10 km nordwestlich vom Rathenower Stadtkern entfernt, eingebettet zwischen Landschafts- und Naturschutzgebieten. Der Ort hat 131 Einwohner (Stand: 31. Dezember 2015).

## Geschichte

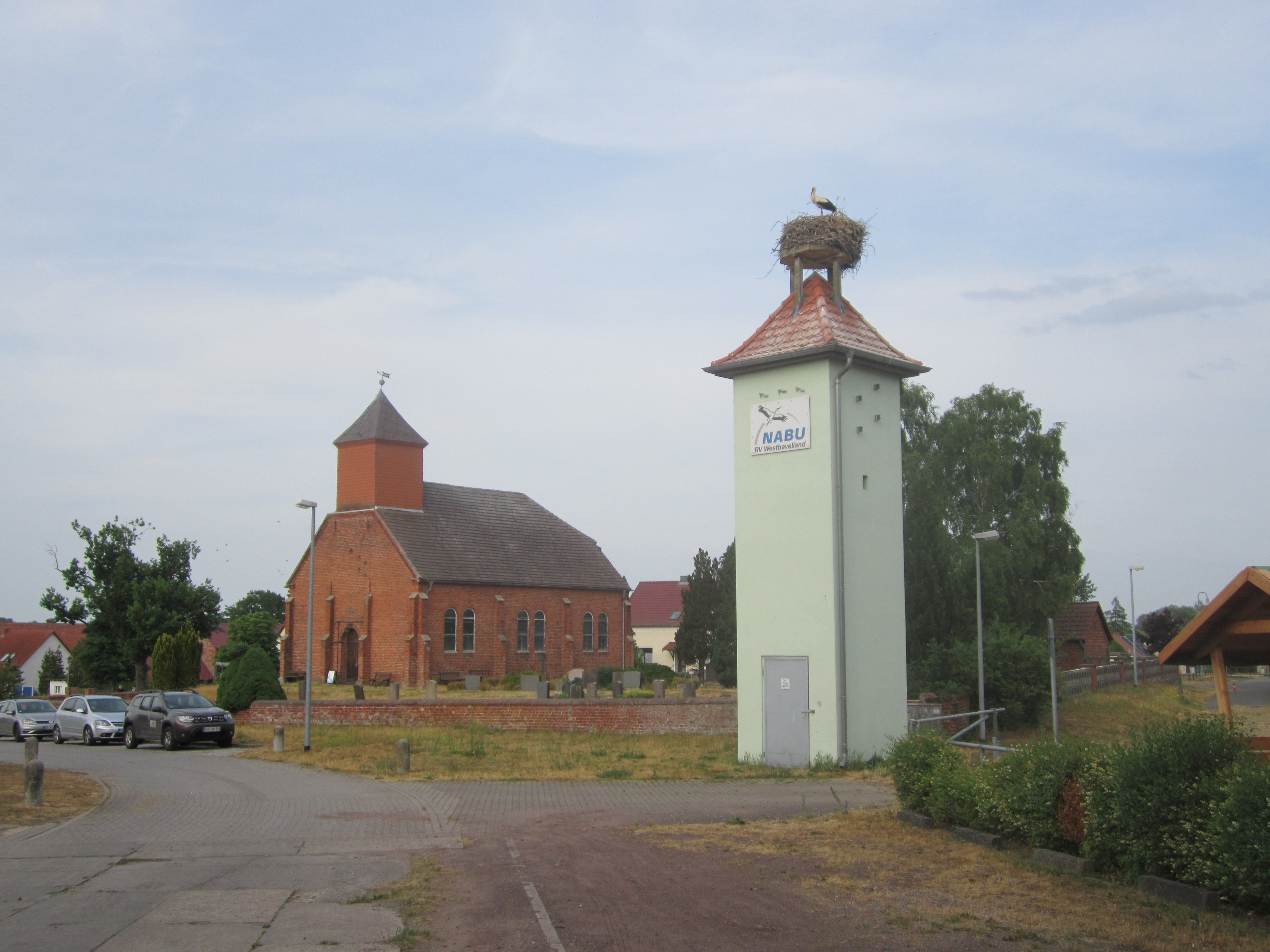
Dorfkirche und Trafoturm

1381 wird Grütz erstmals in den Lehnbüchern der Erzbischöfe von Magdeburg urkundlich als „Grocz“ erwähnt. Das aufgelassene Dorf Ebelgünde in der Gemarkung befindet sich auf dem Gebiet des heutigen Truppenübungsplatzes Klietz.
Die Dorfkirche wurde 1806 erbaut.
Bis zur Gebietsreform in der DDR 1952 gehörte es zum Landkreis Jerichow II im Land Sachsen-Anhalt (1950 in Landkreis Genthin umbenannt), seither zum Kreis Rathenow im Bezirk Potsdam bzw. seit 1990 im Land Brandenburg und seit 1993 zum Landkreis Havelland im Land Brandenburg.
Im Zuge der Gemeindegebietsreform wurde Grütz am 1. Januar 2002 ein Ortsteil von Rathenow.